# Lazare de Pharbe
Lazare ou Ghazar de Pharbe ou de P(h)arpi ou Parpetsi ou Łazar Pʿarpec̣i (en arménien Ղազար Փարպեցի ; ca. 442 - début du VIe siècle) est un religieux et un historien arménien étroitement lié aux Mamikonian. Il est principalement connu comme auteur d'une Histoire de l'Arménie couvrant la période 384-484.

## Biographie
Lazare naît vers 442 dans le village de Parpi, à proximité de la ville arménienne moderne d'Achtarak ; en raison de liens étroits avec les Mamikonian, il est élevé avec ceux-ci et se lie d'amitié avec Vahan Mamikonian. Se révélant brillant étudiant, il est envoyé parfaire ses études à Constantinople en 465, où il séjourne jusqu'en 470, avant de revenir en Arménie : il s'installe un temps en Shirak avant de s'établir en Siounie de 484 à 486, comme ermite puis assistant de l'évêque local.
En 485, lorsque Vahan Mamikonian devient marzpan d'Arménie, il fait appel à Lazare qu'il nomme abbé à Vagharchapat,. Il s'y fait néanmoins des ennemis et, accusé d'hérésie vers 490, il se réfugie à Amida, d'où il rédige sa Lettre à Vahan Mamikonian. Ce texte laisse entrevoir un Lazare « vaniteux et vindicatif, un défenseur hautain des prérogatives des moines, imbu de sa supériorité intellectuelle, adversaire acharné du clergé séculier » mais également « un bon vivant, amateur de bonne chère, féru de chasse et de pêche ».
Convaincu de son innocence, Vahan le rappelle en 493 et lui commande alors un ouvrage, connu sous le titre Histoire de l'Arménie, dans lequel il fait preuve d'« un sens politique remarquable ». Lazare meurt à une date inconnue au début du VIe siècle. Selon la tradition, il aurait été enterré à proximité des ruines d'une église située dans le canyon de Parpi.

## Œuvres
Lazare est principalement connu pour ses deux œuvres :
- Lettre à Vahan Mamikonian, rédigée à l'attention de Vahan Mamikonian vers 490 et dans laquelle il se défend des accusations d'hérésie portées contre lui. Ce premier récit autobiographique rédigé en arménien[2] est riche d'information sur l'Église arménienne du Ve siècle[3].
- Histoire de l'Arménie, rédigée en 493[7]. Sa première partie couvre les règnes d'Arsace II à Vram Châhpouh, la deuxième traite de la bataille d'Avarayr (451), et la troisième est consacrée à la période suivant cette bataille et s'achevant par le traité de Nevarsak (484), qui voit l'Arménie recouvrer son autonomie[8]. Ses principales sources sont Agathange, Korioun et Fauste de Byzance, ainsi qu'apparemment Eusèbe de Césarée[9].